# Joinvilleaceae
Joinvilleaceae — родини квіткових рослин з одного роду, що включає чотири види. Система APG II 2003 року (без змін щодо системи APG 1998 року) відносить його до ряду Poales у кладі комелінідів однодольних. Родина складається з одного роду з чотирма визнаними на даний момент видами, поширеними від Малайського півострова до Каролінських островів і високих островів у Тихому океані. Він має еволюційне значення як реліктова група, тісно пов’язана з травами. Вони дуже нагадують великі трави як за зовнішнім виглядом, так і за мікроанатомією, але мають м’ясисті плоди.

## Види
- Joinvillea ascendens Gaudich. ex Brongn. & Gris
- Joinvillea borneensis Becc.
- Joinvillea bryanii Christoph.
- Joinvillea plicata (Hook.f.) Newell & B.C.Stone